# Facundo Bazzi
Facundo Bazzi es un ciclista argentino oriundo de la ciudad capital bonaerense de La Plata. Nacido el 17 de marzo de 1982. En el año 2009 se adjudicó el Campeonato Argentino disputado en Mar del Plata tras la desclasificación por dopaje positivo del ganador original Pablo Brun.

## Trayectoria
Sus primeros contactos con la bicicleta se dieron a la edad temprana de los 3 años , incursionó en el ciclismo en la categoría infantiles hasta que en el año 99 integró su primer seleccionado juvenil en el que disputó campeonato panamericano juvenil obteniendo el subcampeonato panamericano por debajo de la selección de chile, en el siguiente año obtuvo revancha al obtener la medalla dorada en los panamericanos de Brasil superando a Venezuela y la selección local, también obtuvo el bronce en la prueba individual de los 3000 m y, luego participó en el mundial de Fiorenzuola, Italia obteniendo el 12º puesto en la prueba 4x4000 y el 15º puesto en la prueba individual. Tuvo su oportunidad en la selección mayor ese mismo año en el panamericano de elite en Bucaramanga Colombia donde el bronce coronó un año de lujo; ganador de etapa de doble Bragado, rutas de América y vuelta Uruguay...  podios en etapas de vuelta a Río de Janeiro y vuelta a Santa Catarina. vuelta a Chile, tour de San Luis . vuelta al centro. y giro bonaerense ya que su padre era propietario de una bicicletería en su ciudad natal. Con el paso del tiempo se fue perfeccionando hasta llegar a competir en los grupos de elite en las especialidades pista y ruta.
En el año 2008 compitió en equipo de ciclismo 3 de febrero, rodados nene, (arg) olímpico juvenil , club ciclista fénix Estados Unidos con el equipo latino Cycling Team, conformado totalmente por ciclistas de origen latino, e integró la delegación argentina en los Juegos Olímpicos de Pekín 2008.
Su triunfo más destacado llegó en el 2009 cuando se coronó Campeón argentino.

## Triunfos destacados
• Ganador primera etapa vuelta del este ( 2024)
• Ganador primera etapa revancha a bragado ( 2024)
• Ganador fecha campeonato san luiseño  (2024)
- Vuelta a Colón (2007)
- Campeonato de Argentina de Ciclismo en Ruta (2009)
- Ganador 4ta etapa doble bragadon (2004)
- Gandor 3ra etapa rutas de america Uruguay ( 2006)
- Ganador etapa a las cuevas (2002)
- Ganador doble san francisco miramar (2001)